# William Stanley Haseltine

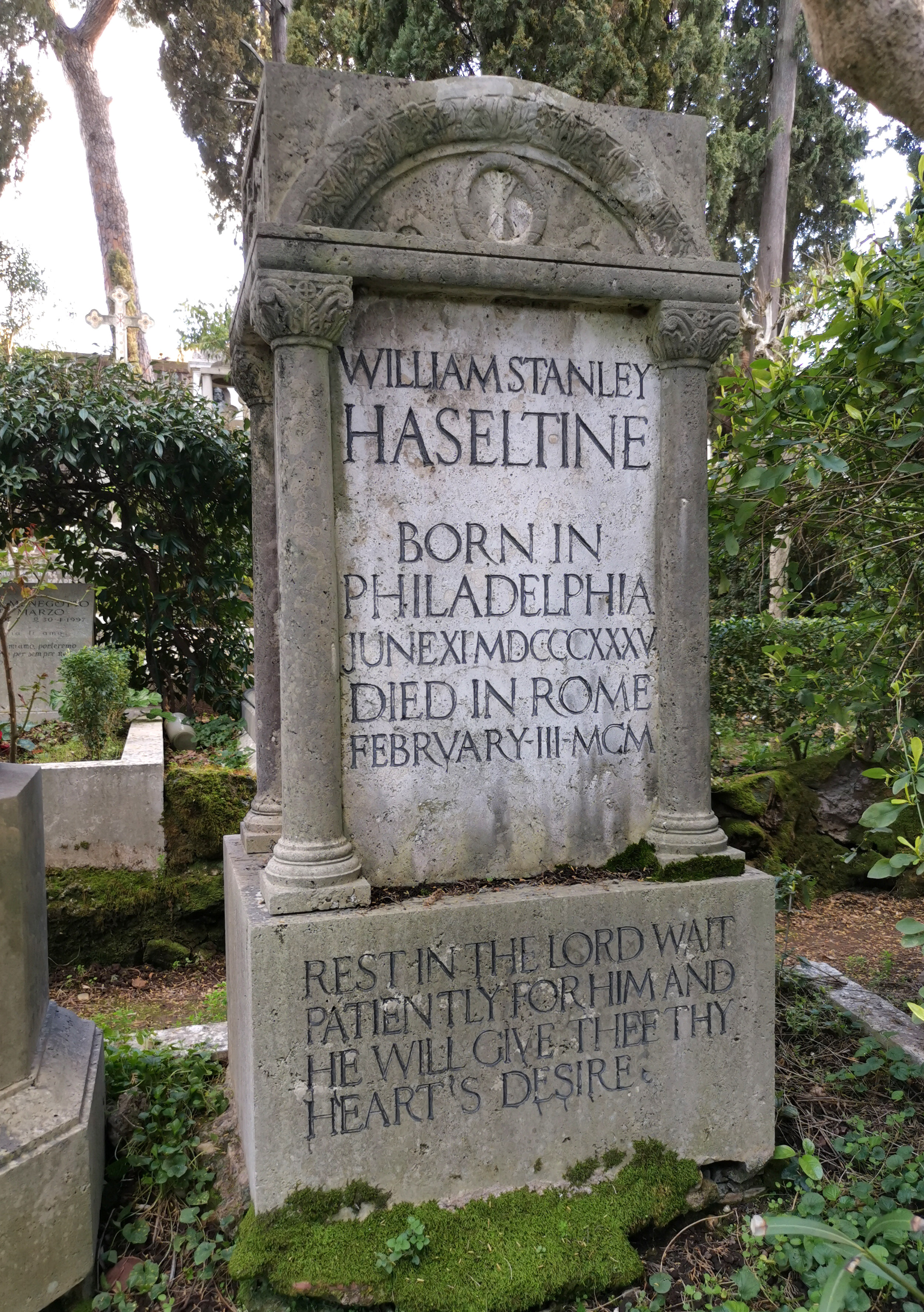
Grab auf dem Protestantischen Friedhof Rom

William Stanley Haseltine (* 11. Juni 1835 in Philadelphia, Pennsylvania; † 3. Februar 1900 in Rom, Italien) war ein US-amerikanischer Landschaftsmaler in der Tradition der Düsseldorfer Schule und der Hudson River School.

## Werdegang
Haseltine wurde als Sohn des erfolgreichen Geschäftsmanns John Haseltine und seiner Frau Elizabeth Stanley Shinn geboren. Kunstsinn wurden ihm sowie seinen Brüdern James Henry Haseltine, einem späteren Bildhauer, und Charles Field Haseltine, dem späteren Gründer der Haseltine Art Galleries, durch die Mutter, die eine Amateur-Landschaftsmalerin war, in die Wiege gelegt. Haseltines Sohn Herbert Chevalier Haseltine (1877–1962) sollte ebenfalls ein Bildhauer werden.
Haseltine absolvierte die Harvard University 1854, wo er 1852 mit einem Studium begonnen hatte, nachdem er zwei weitere Jahre zuvor an der University of Pennsylvania studiert hatte. Kurze Zeit nahm er in Philadelphia Unterricht bei dem deutschen Maler Paul Weber, bei dem er 1853 den Maler William Trost Richards kennenlernte. Im Frühjahr 1855 debütierte Haseltine in einer Ausstellung der Pennsylvania Academy of the Fine Arts. Mit Weber reiste Haseltine im Sommer 1855 nach Düsseldorf, wo er privat bei Andreas Achenbach und Emanuel Leutze studierte. Künstlerische Impulse empfing er ferner durch das Nachwirken Johann Wilhelm Schirmers, der als Professor der Kunstakademie Düsseldorf bis 1854 die dortige Landschaftsmalerei geprägt hatte. 1856 kam auch Richards nach Düsseldorf. 1856/1857 war Haseltine Mitglied des Düsseldorfer Künstlervereins Malkasten, wo sich ein Kreis US-amerikanischer Maler gebildet hatte. Mit Leutze, Albert Bierstadt und Worthington Whittredge unternahm er 1856 eine längere Studienreise an Rhein, Ahr und Nahe und über die Schweiz bis nach Norditalien. Eine weitere Reise führte ihn nach Rom, wo er am 22. April 1857 am „Cervarofest“ des Deutschen Künstlervereins teilnahm, und im Frühjahr 1858 auf die Insel Capri, deren Zauber ihn tief berührt haben soll. Laut seiner Tochter und Biografin Helen Haseltine Plowden (1873–1977) wohnte er auch bei späteren Besuchen immer wieder in einem alten Kloster auf einem Berg. Es hätten Nazarener, welche Haseltine durch Oswald Achenbach, den Bruder seines Lehrers Andreas Achenbach, kennengelernt hatte, für malerische Zwecke entdeckt.

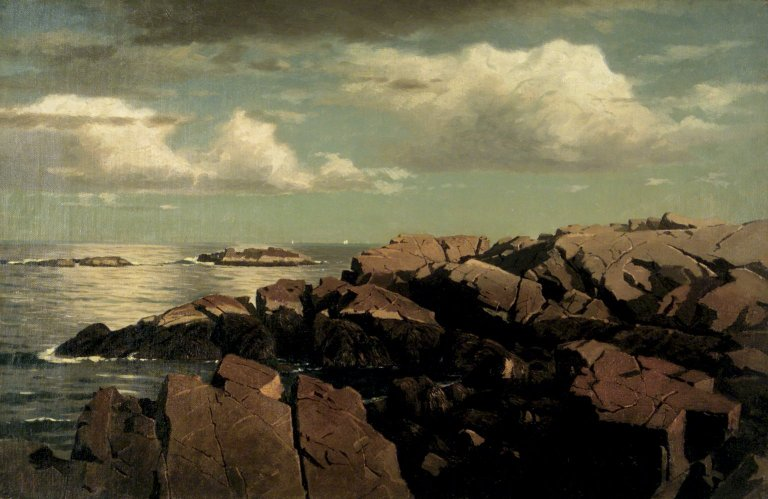
After a Shower, Nahant, Massachusetts, um 1864

Ende 1858 kehrte er in die Vereinigten Staaten zurück, wo er 1860 zum Associate und 1861 zum Vollmitglied der National Academy of Design gewählt wurde. Ab 1859 lebte er eine Zeit in New York City, wo er sich erstmals im Künstlerhaus The Tenth Street Studio Building etablierte, neben Frederic Edwin Church und den ihm aus Düsseldorfer Zeiten bekannten Malerkollegen Bierstadt und Whittredge. Mit Bierstadt teilte er ein Atelier. Von dort aus führten ihn Studienreisen nach Neuengland, an den Delaware River und in weitere malerische Landstriche der US-amerikanischen Ostküste. Besonderes Interesse zeigte er dabei und in der Folgezeit für geologische Formationen und deren Entstehungstheorien, was in der malerisch detaillierten Wiedergabe von Felsstrukturen zum Ausdruck kommt. In Malweise und Komposition nahm er in vielen seiner Bilder die später unter dem Begriff Luminism bezeichneten Charakteristika auf.
Bei einer Geburt starb 1864 Helen Lane, seine erste Frau, die er 1860 geheiratet hatte. Anfang 1866 heiratete er erneut, seine Freundin Helen Marshall (1836–1926). Marshalls Neffe war der spätere Landschaftsmaler Howard Russell Butler (1856–1934), der sich einige Zeit in Haseltines New Yorker Atelier aufhielt.
Im Mai 1866 übersiedelte Haseltine zusammen mit seiner Familie nach Frankreich. In Paris hatte er Kontakt mit Vertretern der Schule von Barbizon und stellte im Salon aus. Obwohl er erwogen hatte, in der französischen Kunstmetropole zu bleiben, ließ er sich 1869 in Rom nieder. Auch dort gab es eine große Künstlerkolonie, darunter viele Landsleute. In den Jahren 1872 und 1873 gehörte er dem Deutschen Künstlerverein zu Rom an. Mit großem wirtschaftlichen und künstlerischen Erfolg malte er Landschaften, vorrangig für ein US-amerikanisches Publikum. Den Rest seines Lebens verbrachte er weitgehend in Rom, wo den 64-Jährigen im Jahr 1900 durch eine Lungenentzündung der Tod ereilte.
Ein elegantes Atelier und Wohnapartment hatte er 1874 im Palazzo Altieri bezogen. Es entwickelte sich rasch zu einem gesellschaftlichen Treffpunkt US-amerikanischer Besucher. Bis in die 1890er Jahre avancierte Haseltine zu einer zentralen Figur der internationalen Kunstszene. Von Rom aus unternahm er innerhalb Europas häufig Reisen, etwa nach Sizilien und Venedig, nach Bayern und Tirol, in die Schweiz und die Niederlande, nach Belgien und Frankreich. Für längere Zeit unterbrach er den Romaufenthalt in den 1870er Jahren und im Zeitraum von 1895 bis 1899, um wieder in den Vereinigten Staaten zu wirken. In den Jahren 1873/1874 hatte er im New Yorker Künstlerhaus The Tenth Street Studio Building erneut ein Atelier angemietet. Im Winter 1896 arbeitete er in Boston, und mit seinem Sohn Herbert unternahm er 1899 eine Reise in den amerikanischen Westen und nach Alaska. Als gefragter Kunstexperte und erfolgreicher Künstler wurde er in das Kunstkomitee der World’s Columbian Exposition aufgenommen, die 1893 in Chicago stattfand. Bereits 1864 hatte er dem Komitee angehört, das zur Sanitary Fair in New York eine Ausstellung von Gemälden, Skulpturen, alten Möbeln, Autographen etc. vorbereitete. Außerdem war Haseltine Mitglied in New Yorks Century Association und im Salmagundi Club, im Kunstverein München und in der Accademia di Belle Arti in Rom.
Bestattet wurde Haseltine neben seinen Söhnen Stanley Lane Haseltine (1861–1879) und Charles Marshall Haseltine (1866–1875) auf dem Protestantischen Friedhof Roms. Haseltines Tochter Mildred Stanley Haseltine (1879–1946) heiratete 1904 den Prinzen Ludovico Rospigliosi (1881–1917).

## Werke (Auswahl)
- Wasserfall (Cascade)
- View of Mount Desert (Ansicht von Mount Desert Island), 1859
- West Island, 1863
- Indian Rock, Narragansett, Rhode Island, 1863, De Young Memorial Museum, San Francisco
- After a Shower, Nahant, Massachusetts, um 1864, Brooklyn Museum, New York City
- Sail Boats Off a Rocky Coast (Segelbotte vor felsiger Küste), um 1864, Brooklyn Museum, New York City
- Rocks at Nahant, 1864, Terra Foundation for American Art, Chicago
- Castle Rocks at Nahant, Massachusetts, 1865, Mariners’ Museum, Newport News
- Lago Maggiore, 1867, Smithsonian American Art Museum[19]
- Le Mont-Saint-Michel, 1868, De Young Memorial Museum, San Francisco
- Santa Maria della Salute bei Sonnenuntergang, zwischen 1870 und 1885
- Morgenlicht, Römische Campagna (Morning Light, Roman Campagna), 1871
- Natural Arch at Capri (Arco Naturale), 1870/1871, National Gallery of Art, Washington, D.C.
- Das Meer bei Capri (The Sea from Capri, Sunrise at Capri), 1875, High Museum of Art, Atlanta[20]
- Porto Venere, 1878, Dayton Art Institute, Dayton (Ohio)
- Vierwaldstättersee (Lake of Lucerne), um 1880, Honolulu Museum of Art, Honolulu
- Taormina (Blick von Taormina auf den Ätna, Mt. Aetna from Taormina), 1889, The Lano Collection, Washington, D.C.[21]

## Galerie

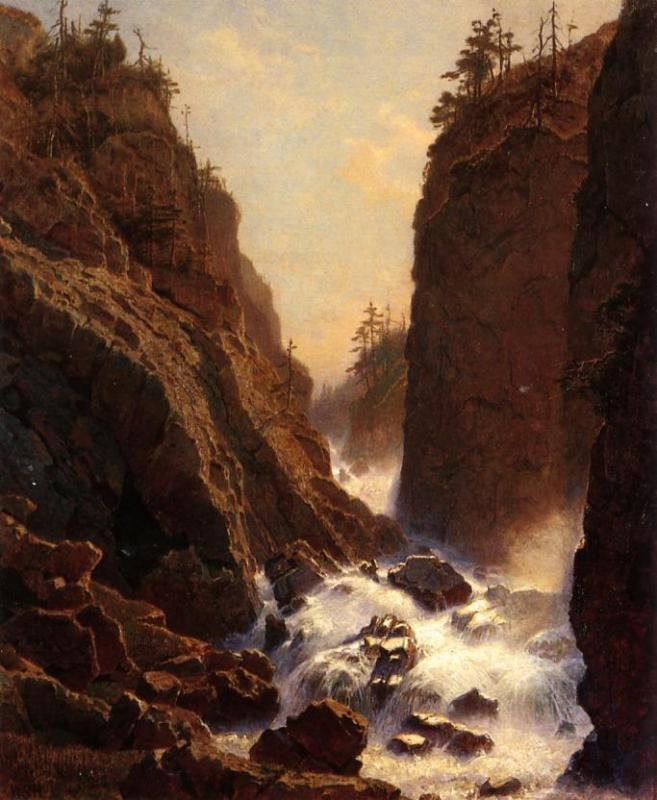
Wasserfall (Cascade)
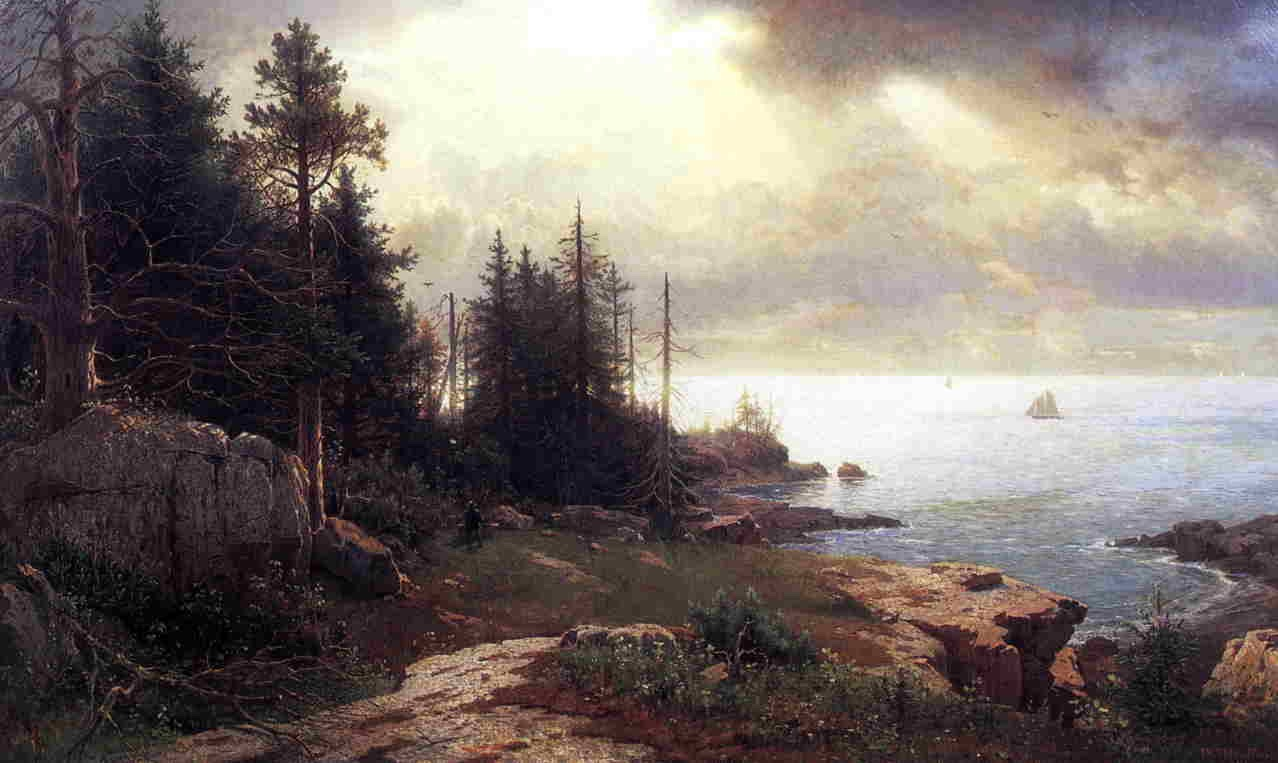
View of Mount Desert (Ansicht von Mount Desert Island), 1859
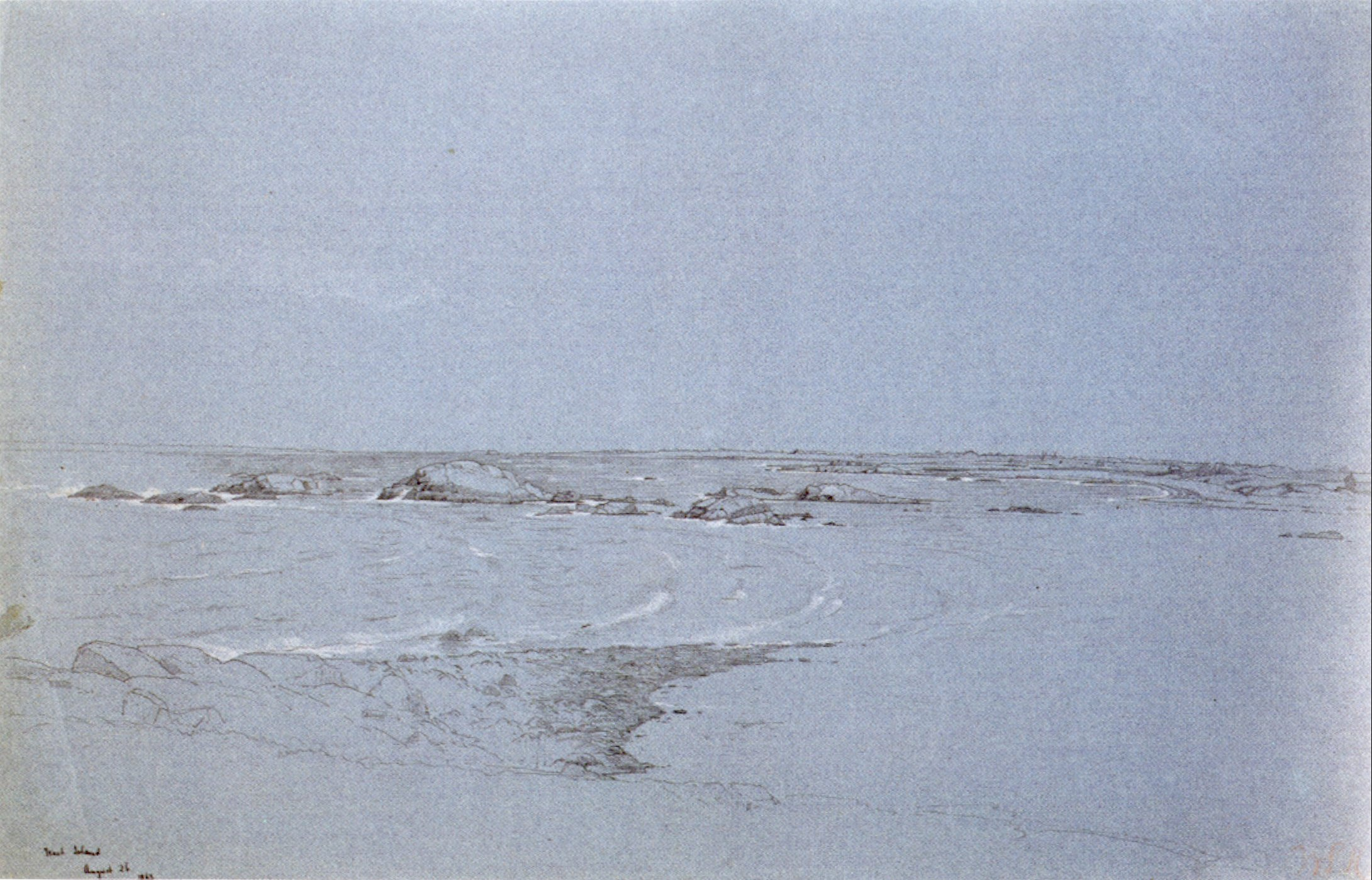
West Island, 1863
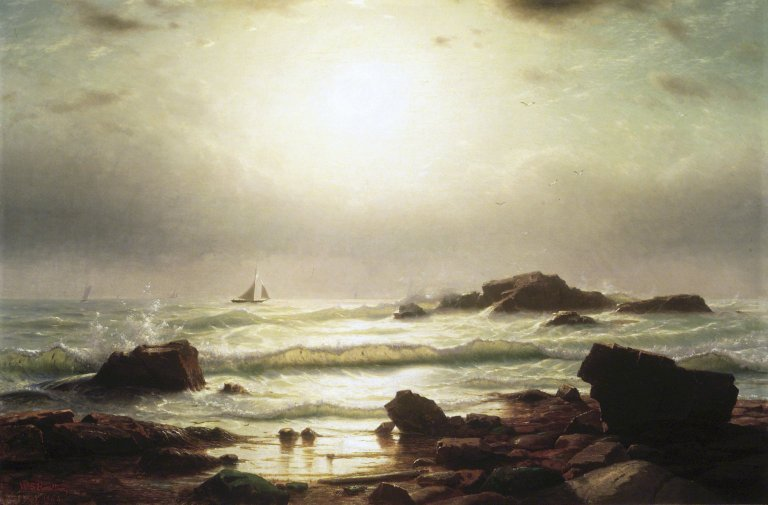
Sail Boats Off a Rocky Coast (Segelboote vor felsiger Küste), um 1864
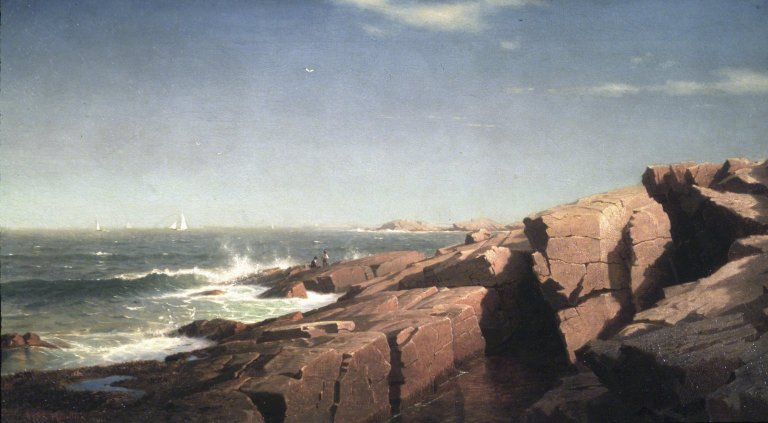
Rocks at Nahant (Felsen bei Nahant), 1864
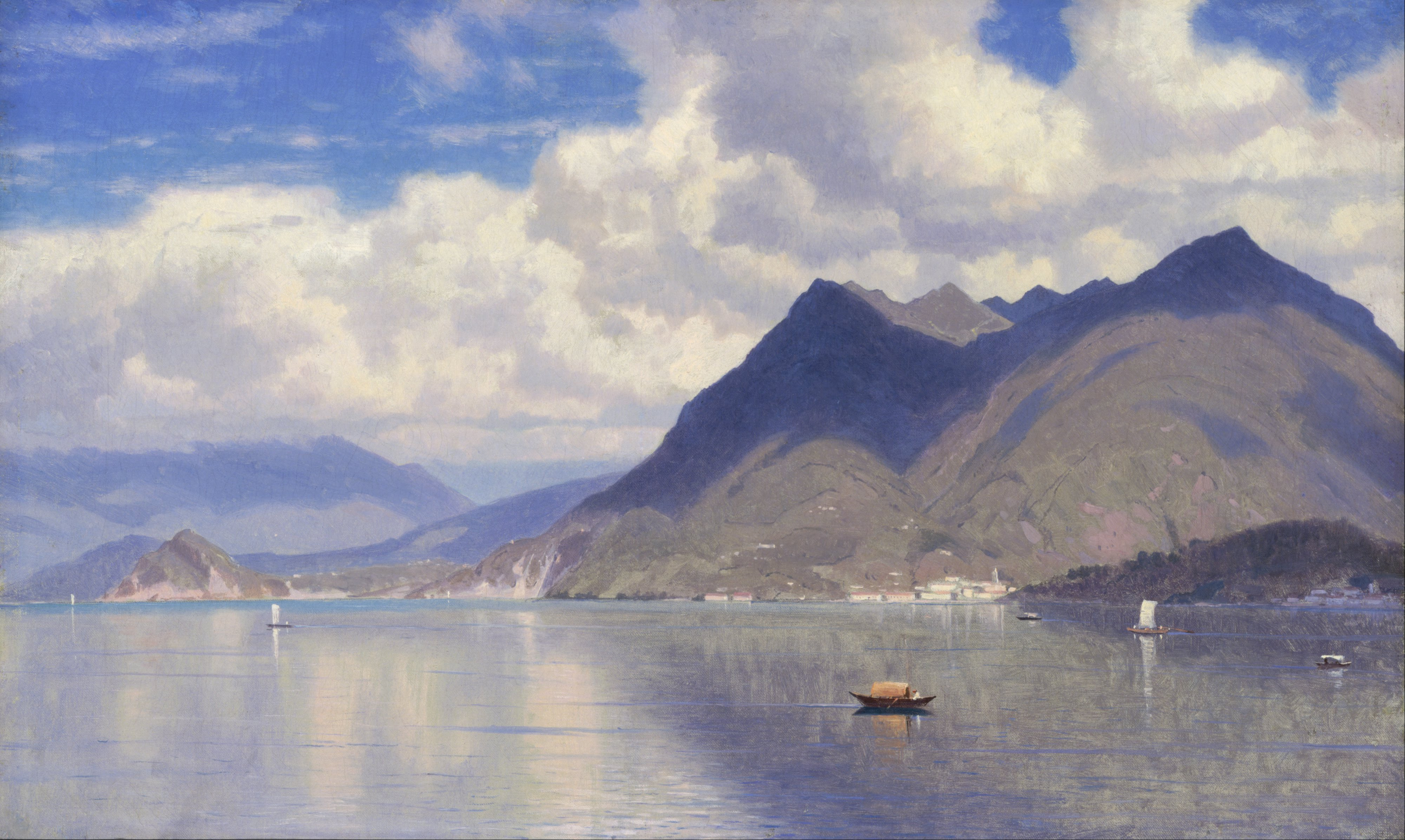
Lago Maggiore, 1867
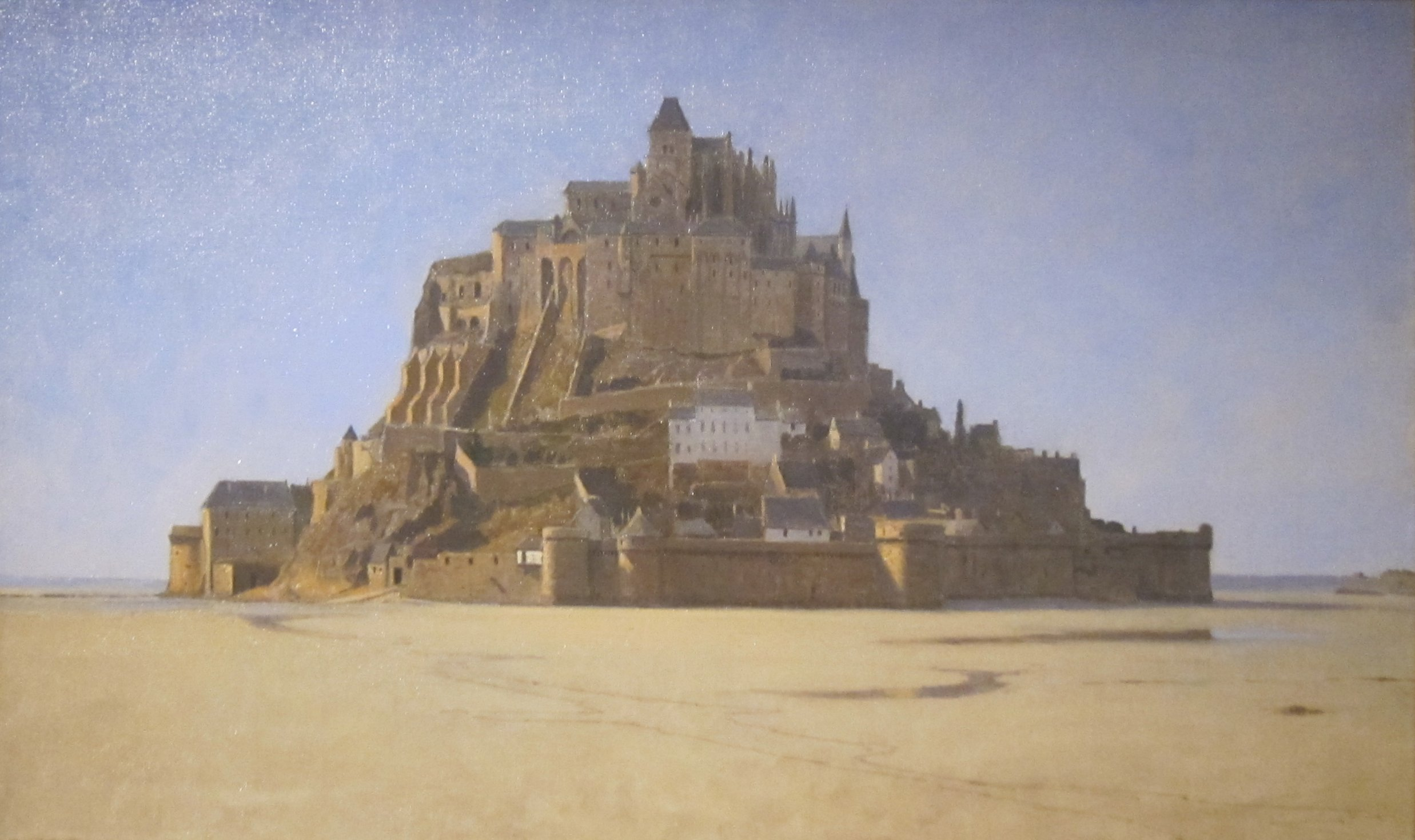
Le Mont-Saint-Michel, 1868
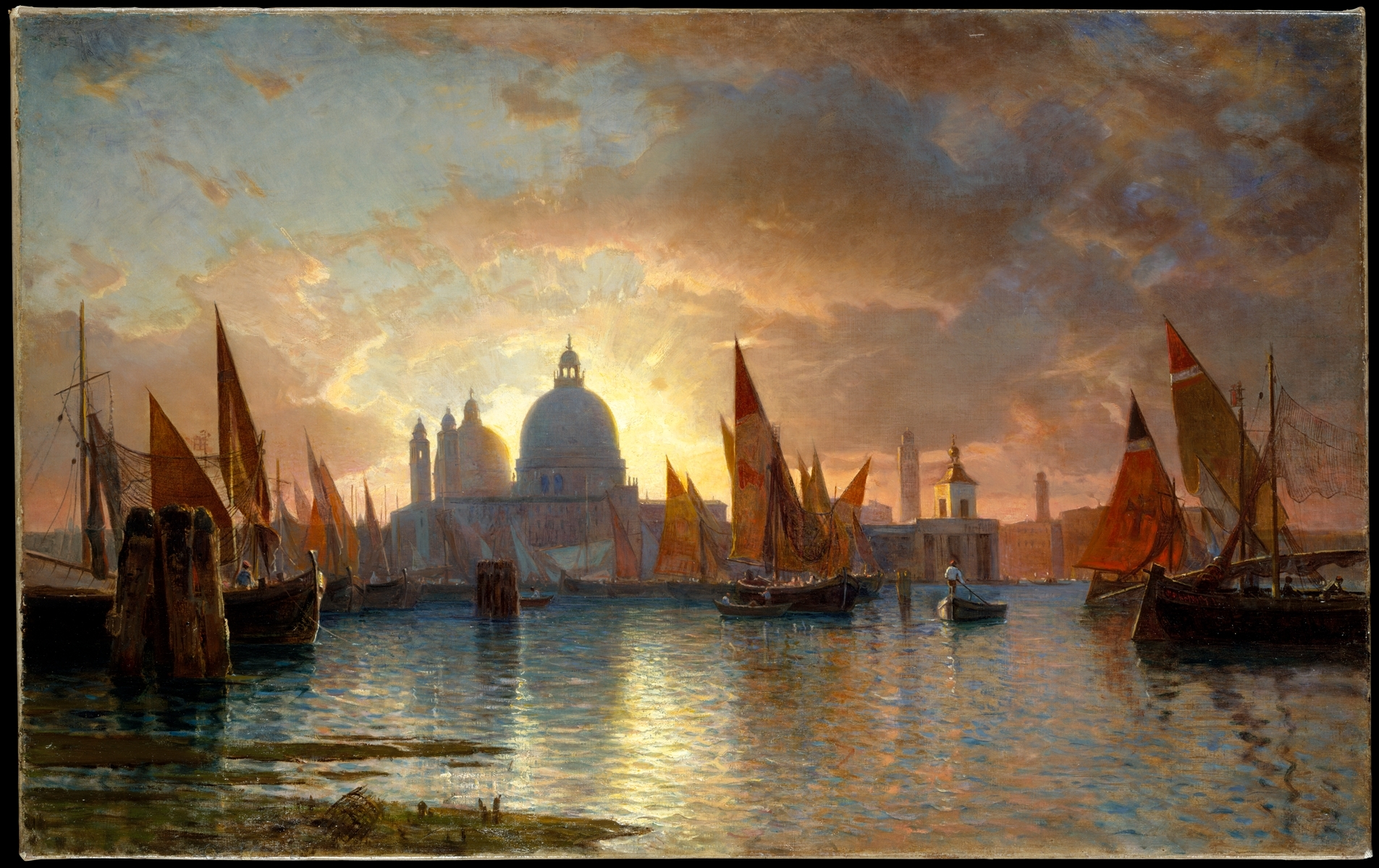
Santa Maria della Salute bei Sonnenuntergang, zwischen 1870 und 1885
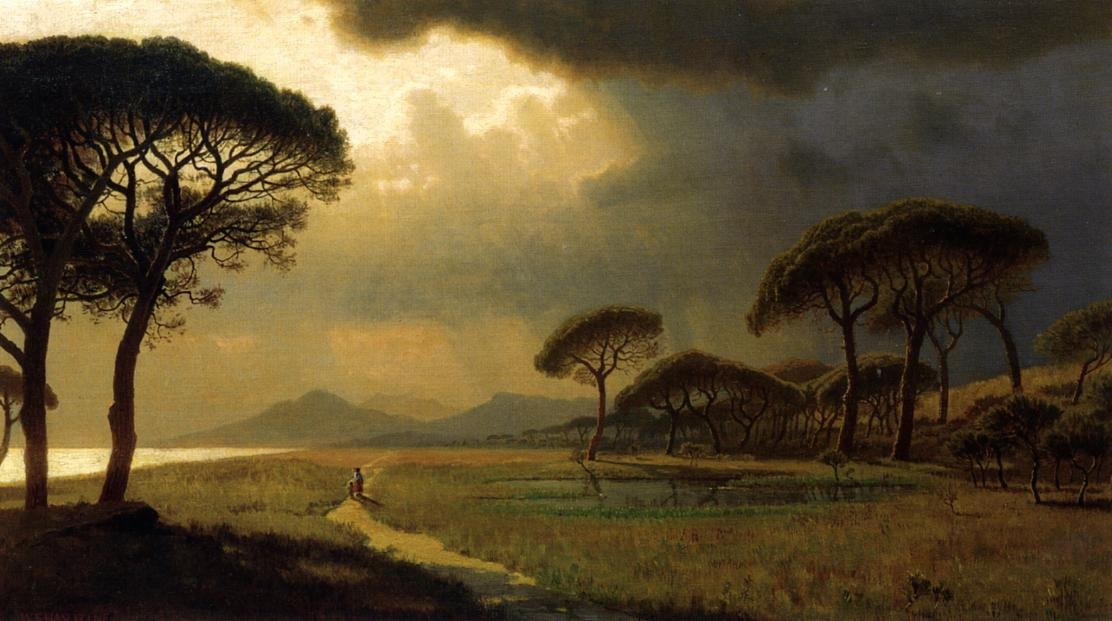
Morgenlicht, Römische Campagna (Morning Light, Roman Campagna), 1871
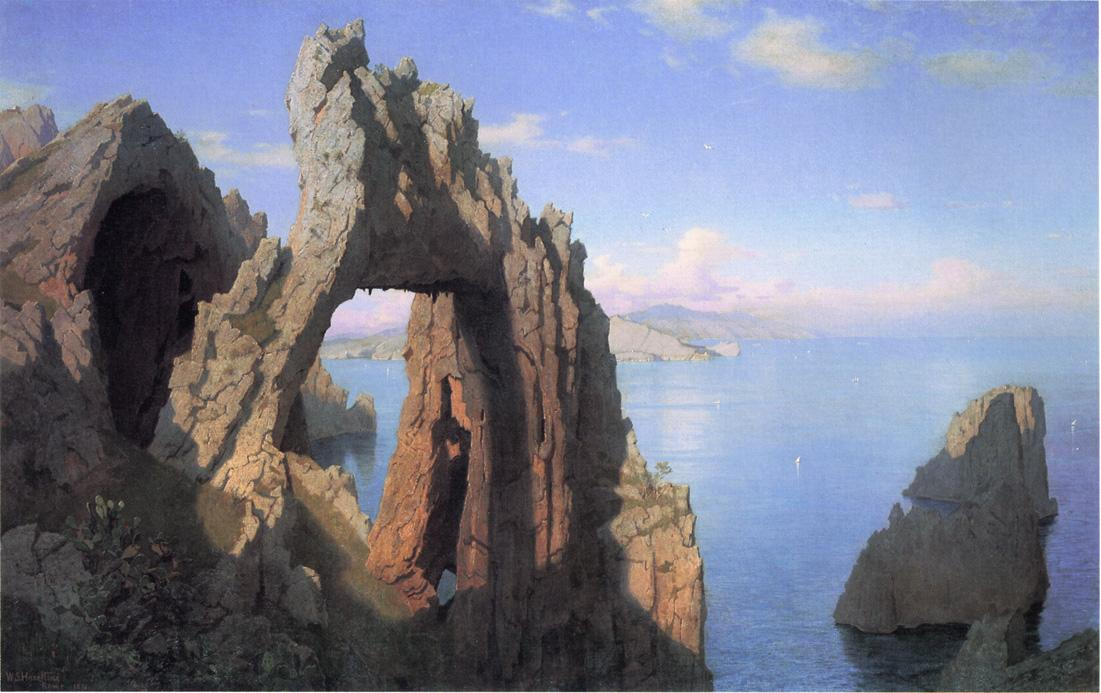
The Natural Arch at Capri (Arco naturale), 1870/1871
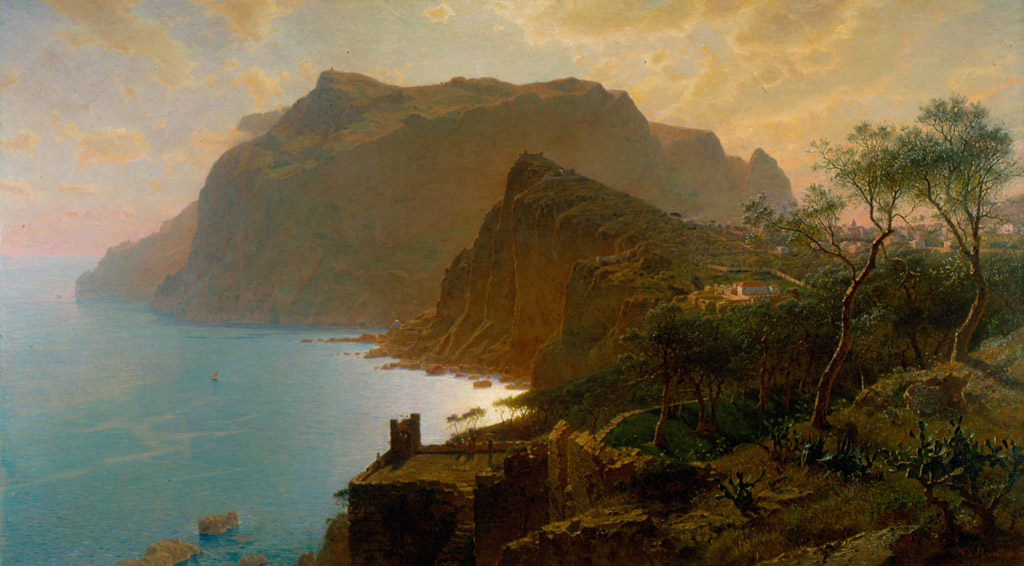
Das Meer bei Capri (The Sea from Capri, Sunrise at Capri), 1875
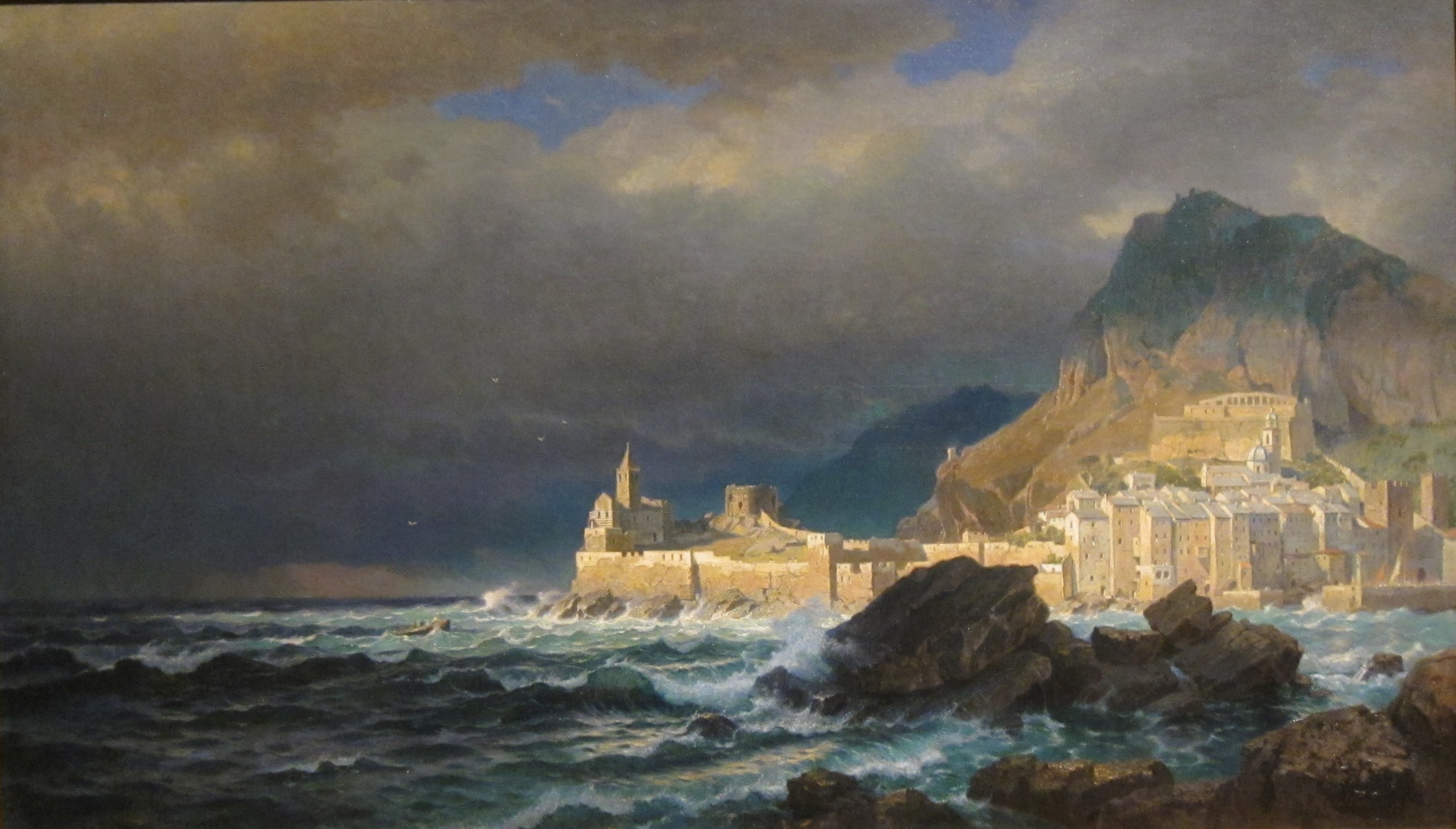
Porto Venere, 1878
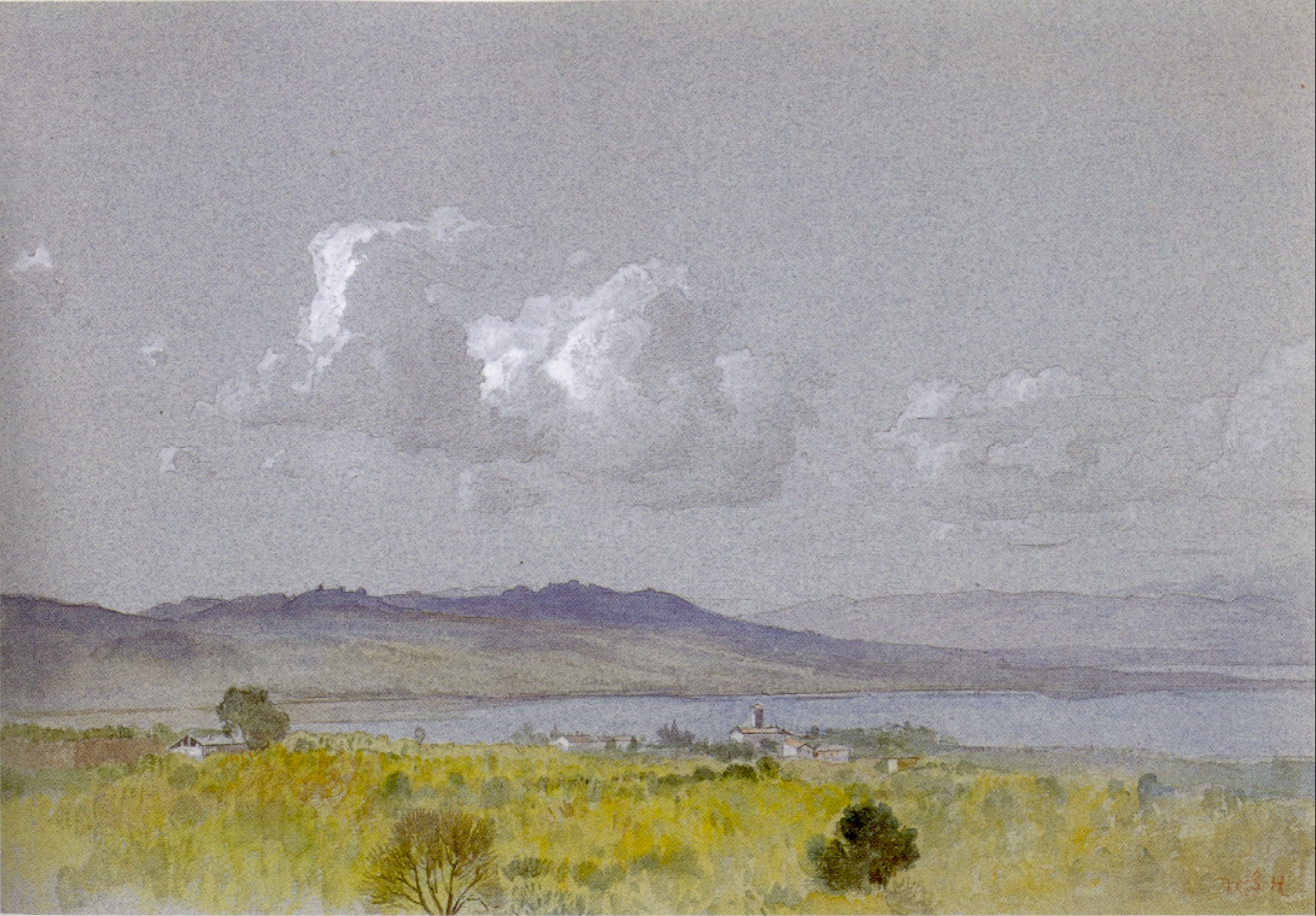
Vierwaldstättersee (Lake of Lucerne), um 1880
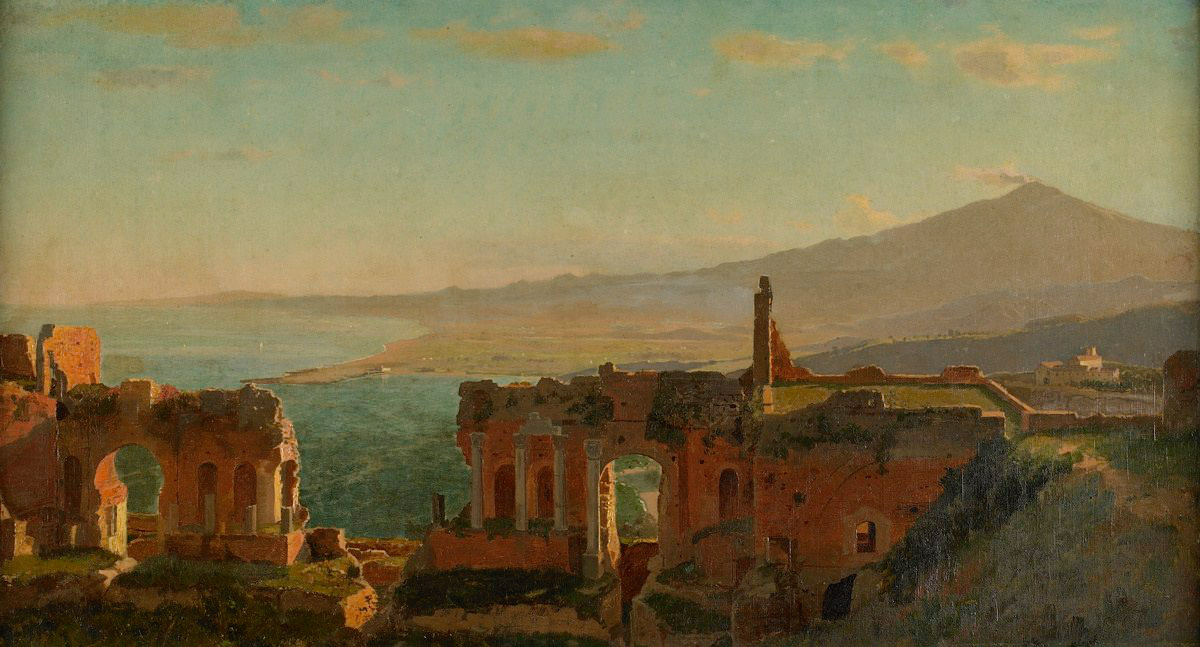
Taormina (Blick von Taormina auf den Ätna, Mt. Aetna from Taormina), 1889